# 兰州银行
兰州银行股份有限公司（深交所：001227，简称：兰州银行）是中华人民共和国甘肃省的一家具有独立法人资格的地方性商业银行，总部位于兰州市，其前身是1997年6月29日成立的兰州市城市合作银行（后更名为兰州市商业银行），于2008年更为现名。兰州银行现于甘肃省全部市州设有分支机构。